# Басс, Фонтелла
Фонтелла Басс (англ. Fontella Bass; 3 июля 1940, Сент-Луис — 26 декабря 2012, Сент-Луис) — американская соул-певица.
Наибольшую известность получила за хит Rescue Me 1965 года. Номинировалась на «Грэмми» 1966 года в номинации «Лучшее женское вокальное поп-исполнение».
Была удостоена собственной звезды на Аллее Славы в Сент-Луисе.

## Сотрудничество
- Фонтелла записала 2 трека с The Cinematic Orchestra для альбома Ma Fleur.